# Diagramma labiosum
Diagramma labiosum är en fiskart som beskrevs av Macleay, 1883. Diagramma labiosum ingår i släktet Diagramma och familjen Haemulidae. Inga underarter finns listade i Catalogue of Life.